# Ségur (metrostation)
Ségur is een station van de metro in Parijs langs metrolijn 10 in het 7e en 15e arrondissement.
Het station is leent zijn naam van de avenue Ségur op een 100-tal meter van het station, die zelf genoemd is naar markies Philippe Henri de Ségur (1724-1801), Frans maarschalk en staatssecretaris van oorlog van 1780 tot 1787.
Boulogne - Pont de Saint-Cloud · 
Boulogne - Jean Jaurès · 
Porte d'Auteuil · 
Michel-Ange - Auteuil · 
Église d'Auteuil · 
Michel-Ange - Molitor · 
Chardon-Lagache · 
Mirabeau · 
Javel - André Citroën · 
Charles Michels · 
Avenue Emile Zola · 
La Motte-Picquet - Grenelle · 
Ségur · 
Duroc · 
Vaneau · 
Sèvres - Babylone · 
Mabillon · 
Odéon · 
Cluny - La Sorbonne · 
Maubert - Mutualité · 
Cardinal Lemoine · 
Jussieu · 
Gare d'Austerlitz